# Froggattisca tipularia
Froggattisca tipularia är en insektsart som först beskrevs av Gerstaecker 1885.  Froggattisca tipularia ingår i släktet Froggattisca och familjen myrlejonsländor. Inga underarter finns listade i Catalogue of Life.